# Wikariat apostolski Jolo
Wikariat apostolski Jolo – rzymskokatolicka diecezja na Filipinach. Podlega bezpośrednio pod Stolicę Apostolską. Powstał w 1953 jako prefektura apostolska Sulu. W 1958 ustanowiony wikariatem apostolskim Jolo.

## Biskupi
- Francis Joseph McSorley,  † (1954–1970)
- Philip Francis Smith, O.M.I. † (1972–1979)
- George Eli Dion, O.M.I. † (1980–1999)
- Benjamin D. de Jesus, O.M.I. † (1991–1997)
- Angelito Lampon, O.M.I., (1997–2018)
- Charlie Inzon, O.M.I. (od 2020)